# Gorenje Gradišče (Dolenjske Toplice)
Gorenje Gradišče (deutsch Obergradisch bei Töplitz) ist eine Siedlung in der slowenischen Gemeinde Dolenjske Toplice im Südosten des Landes. Die Gegend ist Teil der historischen Region Unterkrain und gehört heute zur Region Jugovzhodna Slovenija (Südost-Slowenien). 
Das Dorfgebiet liegt im am rechten Ufer der Sušica, südöstlich von Dolenje Polje.